# Cloch a’ Phoill
Der Cloch a’ Phoill (auch Aghade, Cloghaphoill oder Cloch an Phoill – deutsch „Stein des Lochs“) ist ein Lochstein aus Granit mit einem kreisrunden Loch. Der ausgeschilderte Stein steht in Aghade, etwa drei 3,5 km südlich von Tullow im County Carlow in Irland auf der östlichen Seite der N81 (Straße).
Es wird unterstellt, dass der Lochstein, wie auch der Heidenstein von Niederschwörstadt in Baden-Württemberg, zu einer abgetragenen neolithischen Megalithanlage gehören und die Ausnehmung als Seelenloch fungierte. Die Größe und Form der Kalksteinplatte (etwa 2,4 × 1,55 × 0,45 m) rechtfertigen dies.
Das Loch hat etwa 30 cm Durchmesser und noch im 18. Jahrhundert wurden kranke Kinder durch das Loch gezogen um Heilung zu erreichen. Der Legende nach wird der Stein mit dem irischen König Níall Noígíallach („Niall of the Nine Hostages“) verbunden und ist ein National Monument (Nationaldenkmal).
Etwa 2,0 km nordöstlich stehen die Menhire von Ardristan.

## Legende
Das Book of Ballymote aus dem 14. Jahrhundert bietet eine Geschichte, in der Niall von den Neun Geiseln Eochaid, den Sohn von Énnae Cennsalach mac Labhradh (einem König von Leinster aus dem 5. Jahrhundert), an den Aghade Stone bindet und neun Männer schickt, um ihn zu töten.
Bis zum 18. Jahrhundert war es üblich, kranke Kinder durch das Loch zu führen, in der Hoffnung, dadurch geheilt zu werden.